# Tom Müller (Saxophonist)
Tom Müller (Thomas Müller; * 13. Dezember 1969 in Lahr/Schwarzwald) ist ein deutscher R&B- und Jazzsaxophonist, der in Wien lebt und auch als Tom Mueller auftritt.

## Werdegang
Mueller ist in Lahr aufgewachsen. Zunächst spielte er Klarinette im örtlichen Musikverein. 1985 wechselte er, inspiriert durch die Entdeckung mehrerer Bigband- und Rock’n’Roll-Platten in der Plattensammlung seines Vaters, zum Saxophon und wirkte in lokalen Bands mit. 1986/1987 lebte er ein Jahr lang in Belleville, Ontario, wo er in verschiedenen Schulbands und Schulbigbands mitspielte.
Ab 1991 studierte er an der Hochschule für Musik und Darstellende Kunst Graz und später auch an der Hochschule für Musik und Darstellende Kunst in Wien Jazzsaxophon unter anderem bei Carl Drewo und Martin Fuß. Während dieser Zeit hatte er die Gelegenheit, mit Jazzmusikern wie Clark Terry, Benny Bailey und Chuck Israels auf der Bühne zu stehen.
Müller zog 1997 nach Wien. Er war neben seiner Tätigkeit als Musikpädagoge an verschiedenen Projekten beteiligt u. a. Raumfisch, Rens Newland’s Freedom Street Parade, Urbs (G-Stone Records), D.kay, Betty Semper and The Surfing Zebras. 2007 begann Müllers Zusammenarbeit mit Dana Gillespie und Joachim Palden. Es folgten Auftritte und CD-Aufnahmen als Saxophonist und Arrangeur mit Vertretern der europäischen Blues und der Boogie-Woogie-Szene. Tom Mueller: sax first, talk later ist das aktuelle Projekt von Tom Mueller (Stand 2020).

## Auszeichnungen/Preise
- 1999: Urban Youth Band Contest 3. Platz
- 2005: IGP Studium (Saxophon/Querflöte-Jazz) Abschluss mit Auszeichnung
- 2009: Austrian Blues Award

## Diskografie

### Als Bandleader
- 2003: Raumfisch: Warp 10+[2]
- 2011: Tom Müller´s Hot BBQ: It´s Alright[3]
- 2013: Betty Semper and The Surfing Zebras: Singles[4]
- 2016: Tom Mueller & Dani Solimine: Züri/Wean[5]
- 2019: Tom Mueller: Sax First, Talk Later[6]

### Als Sideman
- 2006: Rens Newland: Freedom Street Parade[7]
- 2007: D.Kay: Individual Soul[8]
- 2009: Norbert Schneider: Fresh Cuts (Concerto Poll Best Blues/Roots Album)
- 2009: Andreas Sobczyk: Like It Is
- 2010: The Blue Flagships feat. Red Holloway: Red and Blue[9]
- 2011: Andreas Arlt: Alltime Favourites[10]
- 2012: B. B. & The Blues Shacks: Come along[11]
- 2013: Norbert Schneider: Schau ma mal (Amadeus Award World/Jazz/Blues 2016)
- 2014: Joachim Palden, Dana Gillespie, Betty Semper u. a.: Guilty[12]
- 2014: B.B. & The Blues Shacks: Businessmen of Blues[13] (German Blues Award 2015 bestes Album)
- 2015: Norbert Schneider: Entspannt bis auf die Knochen (Amadeus Award World/Jazz/Blues 2016)
- 2016: Norbert Schneider: Neuaufnahme
- 2017: B.B. & The Blues Shacks: Reservation Blues[14]
- 2017: Mojo Blues Band: 100% Approved[15]
- 2018: Tommie Harris & R&B Caravan feat. Kai Strauss: Alabama Hambone[16]
- 2019: Denise Gordon & R&B Caravan: A Night in Vienna[17]